# Ramitie
Ramitie is een bestuurslaag in het regentschap Aceh Barat van de provincie Atjeh, Indonesië. Ramitie telt 56 inwoners (volkstelling 2010).